# Tiezo y Volado EP
Tiezo y Volado EP es el EP del grupo Ecuatoriano de punk rock Kabeza de Lenteja. Este EP fue grabado en Undercaleta Grajorecord en el 2014 contiene 7 canciones. 

## Lista de canciones
Todas las canciones escritas y compuestas por Tiezo y Volado EP. 
| N.º | Título                  | Duración |  |
| 1.  | «Caquita»               | 2:04     |  |
| 2.  | «San Pedro y San Pablo» | 2:49     |  |
| 3.  | «Corvichera»            | 1:19     |  |
| 4.  | «Fiesta en Chone»       | 2:35     |  |
| 5.  | «Orgulloso de mi pene»  | 2:28     |  |
| 7.  | «Tiezo y Volado»        | 2:11     |  |